# Thương Nam, Ôn Châu
Thương Nam (chữ Hán giản thể苍南县, bính âm: Cāngnán Xiàn, âm Hán Việt: Thương Nam huyện) là một huyện thuộc địa cấp thị Ôn Châu, tỉnh Chiết Giang, Cộng hòa Nhân dân Trung Hoa. Thương Nam gíap các huyện: Thái Thuận, Văn Thành, Bình Dương. Phía nam Thương Nam là Phúc Đỉnh của tỉnh Phúc Kiến. Huyện này có diện tích 1261 km², dân số 1.225.600 người (theo điều tra dân số năm 2003). Mã số bưu chính là của huyện là. Huyện lỵ huyện này đóng ở trấn Linh Khê. Huyện Thương Nam được chia thành các đơn vị hành chính trực thuộc gồm trấn, hương.